# Lorentz von Numers
Lorentz von Numers, född 1673, död 20 mars 1736, var en svensk militär.
Lorentz von Numers var son till major Lorentz von Numers och Catharina Appelberg samt far till Fredric Magnus von Numers. Han blev volontär vid överste Sparrfelts regemente i Brabant 1693, fänrik där samma år, löjtnant vid Erik Sparres regemente i fransk tjänst 1697, adjutant vid Magnus Stenbocks armé i Livland 1701, löjtnant vid Dalregementet samma år  och grenadjärkapten i holsteinsk tjänst 1702. von Numers blev major vid en bataljon i Stade 1711, överstelöjtnant vid guvernörsregementet i Wismar 1713 och överstelöjtnant vid Västgöta-Dals regemente 1716. Han deltog i norra arméns inmarsch i Norge 1718–1719. von Numers var tillförordnad chef för Hälsinge regemente 1717–1721 och blev överstelöjtnant vid regementet 1721. Han var överste och chef för Tavastehus läns infanteriregemente 1728–1732 och chef för Kalmar regemente 1734–1736.